# Drogenskandal bei der Münchner Polizei
Der Drogenskandal bei der Münchner Polizei oder kurz Münchner Polizeiskandal entwickelte sich ab Mai 2019 als bekannt wurde, dass mehrere Polizisten der Polizei München Kunden bei einem Drogendealer waren. Er wird als der „deutschlandweit größte [...] Drogenskandal bei einem Polizeipräsidium“ betitelt. Der Drogenskandal ist nicht zu verwechseln mit antisemitischem Verhalten beim USK, das auch als Münchner Polizeiskandal betitelt wurde.

## Zeitliche Entwicklung der Ermittlungen
Der Skandal begann mit der Aussage eines Drogendealers, dass zwei Polizisten Kunden von ihm seien. Als diesem Verdacht nachgegangen wurde, wurden immer weitere Verdächtige und potentielle Straftaten ermittelt, Objekte durchsucht und Beweismittel sichergestellt. Folgende Tabelle fasst die Zahlen zu disziplinar- und strafrechtlichen Konsequenzen zusammen, im Text werden die relevanten Ereignisse beschrieben.
| Datum          | Disziplinarrecht | Disziplinarrecht   | Disziplinarrecht | Strafrecht                                                                 | Strafrecht   | Strafrecht | Strafrecht  | Strafrecht     | Quellen                     |
| Datum          | Verdächtige | Suspendierungen    | Versetzungen     | Verfahrenseinstellungen                                                    | Strafbefehle | Anklagen   | Freisprüche | Verurteilungen | Quellen                     |
| -------------- | --- | ------------------ | ---------------- | -------------------------------------------------------------------------- | ------------ | ---------- | ----------- | -------------- | --------------------------- |
| Mai 2019       | 2 | 2                  | -                | -                                                                          | -            | -          | -           | -              | [ 4 ]                       |
| Februar 2020   | 8 Polizisten (Verdacht des Verstoßes gegen das Betäubungsmittelgesetz) | 8                  | -                | -                                                                          | -            | -          | -           | -              | [ 5 ]                       |
| September 2020 | 21 Polizisten und 17 weitere Personen (nun auch Verdacht des Verstoßes gegen das Anti-Doping-Gesetz, Verfolgung Unschuldiger, Verwahrungsbruch und Strafvereitelung im Amt.) | 6, später „einige“ | ≥ 2              | -                                                                          | -            | -          | -           | -              | [ 7 ]                       |
| Oktober 2020   | 21 Beschuldigte Beamte (meist Polizeihauptmeister oder Polizeiobermeister)                                                                                                   | 15                 | 7                | -                                                                          | -            | -          | -           | -              | [ 8 ]                       |
| Dezember 2020  | 30 Polizisten (nun auch Verdacht der Körperverletzung im Amt und des Verwendens von Kennzeichen verfassungswidriger Organisationen)                                          | 15                 | -                | -                                                                          | -            | -          | -           | -              | [ 9 ] [ 10 ]                |
| April 2021     | 37 | -                  | -                | 6 (teils gegen Geldauflage)                                                | ≥ 1          | 1          | -           | -              | [ 11 ]                      |
| Mai 2021       | 37 | 12                 | -                | 6 (teils gegen Geldauflage)                                                | ≥ 1          | 1          | -           | -              | [ 12 ]                      |
| Oktober 2021   | 37 Polizisten und 21 weitere Personen | ≥ 3                | -                | 13 Verfahrenseinstellungen gemäß § 170, Nr. 2 StPO und 3 gegen Geldauflage | 12           | 4          | -           | -              | [ 13 ] [ 14 ]               |
| Dezember 2021  | 37 Polizisten (nun auch der Verdacht Unterschlagung von Dienstmunition und Verrat von Dienstgeheimnissen) sowie 21 weitere Personen                                          | -                  | -                | -                                                                          | -            | 5          | 1           | 1              | [ 15 ] [ 15 ] [ 16 ]        |
| Februar 2022   | 37 | -                  | -                | 15                                                                         | 12           | 6          | -           | 2              | [ 17 ] [ 18 ] [ 19 ] [ 20 ] |
| April 2022     | 37 Polizisten (nun auch wegen des Verdachts der uneidlichen Falschaussage) sowie 23 weitere Personen                                                                         | -                  | -                | 18 (drei davon gegen Geldauflage)                                          | 12           | 8          | -           | 4              | [ 21 ]                      |

### April 2018: beiStefan H.werden Drogen gefunden
Unter Einfluss von Betäubungsmittel verursachte im April 2018 der Kfz-Mechatroniker Stefan H. (so das Pseudonym, das ihm die Süddeutsche Zeitung gab) einen Unfall. Auf seinem Beifahrersitz fanden Polizisten in Plastik eingeschweißtes Kokain. Er gab sein Wissen über seine Drogengeschäfte preis, was ihm nach § 31 des Betäubungsmittelgesetzes die Möglichkeit der Strafmilderung einbrachte. Später, im Februar 2020, sagte Staatsanwalt Jakob Schmidkonz über Stefan H., dass dieser bis ins Frühjahr 2018 Mitarbeiter Münchner Clubs und Polizisten mit Kokain und Haschisch versorgt habe.

### Mai 2019:H.belastete Polizisten
Vor dem Landgericht München waren im Mai 2019 drei Männer und eine Frau wegen Handels mit Kokain angeklagt. Zwei der Männer (24 und 32 Jahre alt) sollen ein Netzwerk geführt haben, das es mittels Bediensteten von Bars und Restaurants den Gästen ermöglicht haben soll, direkt in den Etablissements Kokain liefern zu lassen. Der dritte Mann (35 Jahre alt) soll einer dieser Bediensteten gewesen sein; die Frau soll ihre Wohnung als Lager für die Drogen zur Verfügung gestellt haben. Hauptbelastungszeuge war der damals 36-jährige Stefan H., dem die Verteidiger vorwarfen, selbst ein Dealer zu sein, und zu lügen, um sich selbst zu schützen. Ein als Zeuge geladener Polizist, der H. vernommen hatte, gab an, dass dessen Aussagen glaubwürdig seien. So habe der H. auch zwei Polizisten als Kunden benannt, was sich bewahrheitet habe. Einer der Angeklagten hatte in seiner Vernehmung angegeben, H. habe ihm erzählt, zwei Polizisten würden 'auf ihn aufpassen'. Unter Verweis auf eine mögliche Selbstbelastung, machte der H. zunächst von seinem Zeugnisverweigerungsrecht Gebrauch.

### Frühjahr 2020
Stefan H. sagte gegenüber dem Landeskriminalamt Bayern (LKA) aus, dass in München 20 Polizisten Kokain kaufen, verkaufen und konsumieren würden. Die Polizisten sollen im Gegenzug, dass sie H. schützen, einen besseren Preis bezahlt haben. Als Beispiel wurde eine Polizeikontrolle von H. auf der Sonnenstraße genannt, bei der ein Polizist und Kunde von H. versucht habe „[die Situation] gerade zu biegen“. Die Ermittlungen führten im Dezember 2018, Januar und Februar 2020 zu Durchsuchungen der Wohnungen und Arbeitsplätze und vorläufigen Festnahmen der Polizisten.

#### Februar 2020:H.belastet vor Gericht Polizisten
Am 18. Februar 2020 gab es einen Prozess wegen des Verdachts des Erwerbs und gewerbsmäßigen Handeltreibens mit Betäubungsmitteln gegen einen 31-Jährigen. Zwischen Oktober 2017 und April 2018 soll Stefan H. 42 mal an den Angeklagten Drogen verkauft haben. Der Verteidiger kritisierte, dass die belastenden Aussagen von einem „mehrfach verurteilten Drogenhändler“ stammten, der „im Angesicht einer mehrjährigen Haftstrafe Aussagen gemacht [habe] in der Hoffnung auf Strafmilderung“. Der als Zeuge geladene H. sagte aus, dass er viele Clubs beliefert habe und „etliche Polizisten hätten sich 'an ihm eine goldene Nase verdient'“. Ein weiterer Zeuge sagte aus, dass H. ihm gesagt hätte, es gäbe Polizisten, die auf ihn aufpassen und bei Problemen helfen würden.

### Juli 2020: ErmittlungsgruppeNightlife
Nach dem bereits eine Arbeitsgruppe Nachtleben bestand, wurde im Juli 2020 beim LKA eine Ermittlungsgruppe Nightlife zu dem Thema eingerichtet. Anfang Oktober 2020 wurde sie zur Sonderkommission (Soko) erweitert. Im Dezember 2020 gehörten der Soko 20 Personen an.

### September 2020: groß angelegte Durchsuchungsaktion
Am 23. September 2020 wurden 30 Wohnungen und 7 Polizeidienststellen in der Stadt und dem Landkreis München durchsucht. Ebenso Objekte in Augsburg, Dachau, Wolfratshausen, Ebersberg und an der Polizeihochschule Fürstenfeldbruck. Bei den Durchsuchungen wurden Drogen gefunden.

#### Beschuldigte
Beschuldigte waren 21 Polizeibeamte von 9 Dienststellen und 17 „weitere Personen“. Ermittelt wurde wegen des Verdachts von Verstößen gegen das Betäubungsmittelgesetz und das Anti-Doping-Gesetz, der Verfolgung Unschuldiger, des Verwahrungsbruch und der Strafvereitelung im Amt. Die Verfolgung Unschuldiger soll sich dadurch ergeben haben, dass unschuldigen Bürgern vorgeworfen wurde Widerstand gegen Vollstreckungsbeamte geleistet zu haben. Die Ermittlungsverfahren gegen die Bürger wurden im September 2017 gegen Zahlung einer Geldauflage eingestellt.

#### Beteiligte Beamte
An der Durchsuchung beteiligt waren 19 Staatsanwälte, 70 Beamte des LKA und 100 Polizeibeamte aus München und Augsburg, die erst kurz vor Beginn des Einsatzes über dessen Ziel informiert wurden um den Einsatz nicht zu gefährden, ebenso Spezialeinsatzkommandos aus Hessen, Rheinland-Pfalz und Baden-Württemberg.

#### Weitere bisherige Ermittlungsmaßnahmen
Neben den Durchsuchungen wurden auch toxikologische Untersuchungen durchgeführt, 20 Handys beschlagnahmt und Millionen von Chatnachrichten, Bildern und Videos sichergestellt.

### Oktober 2020: Thematisierung im Landtag
Am 7. Oktober 2020 war der Skandal Thema im Innenausschuss des Bayerischen Landtags. Polizeipräsident Andrä sagte, dass sich Kauf und Konsum von Kokain „in absolut überwiegender Zahl in der Freizeit abgespielt“ habe. Es zeigte sich weiter, dass hauptsächlich die Polizeiinspektion 11 (Altstadtwache) betroffen sei.

### April 2021: Erste Anklageerhebung
Ende April 2021 berichtete Der Spiegel dass die Staatsanwaltschaft München I die erste Anklage zum Amtsgericht München erhoben hatte. Neben dem Kauf und Besitz von Doping- und Betäubungsmitteln wurde dem Angeklagten Verwahrungsbruch vorgeworfen, da er sichergestelltes Marihuana für sich behalten haben soll.

### Dezember 2021: Schriftliche Anfrage im Landtag
Am 17. Dezember stellen Stefan Schuster und Doris Rauscher eine Schriftliche Anfrage, die am 20. April 2022 unter „Drucksache 18/20013“ veröffentlicht wurde. Die Süddeutsche Zeitung berichtete am 11. April darüber. Die Soko Nightlife bearbeitete demnach 235 Einzeldelikte (von denen sich aber nicht alle bewiesen hätten) wie beispielsweise „Bestechlichkeit, Freiheitsberaubung, gefährliche [...] Körperverletzung, [...] Volksverhetzung oder Strafvereitelung.“ Zwei Polizisten sollen eine Anzeige wegen Widerstand gegen Vollstreckungsbeamte gegenüber einem Unschuldigen geschrieben und sich abgesprochen haben auszusagen, dass dieser sie bei einer Kontrolle angegriffen habe.

## Strafrechtliche Konsequenzen
Stand Dezember 2021 wurden viele Verfahren wegen geringer Schuld eingestellt; es wurden mehrere Strafbefehle erlassen, die teilweise schon rechtskräftig wurden.

### Oktober 2021: Geldstrafe unter Vorbehalt für einen Polizisten
Für den Kauf von Dopingmitteln plädierte die Staatsanwaltschaft für eine Geldstrafe von 60 Tagessätzen à 50 Euro (=Gesamtsumme 3000 €). Das Amtsgericht München verurteilte den Polizisten im Oktober 2021 zu einer Geldstrafe unter Vorbehalt in Höhe von 2250 €. Gegen das Urteil legte die Staatsanwaltschaft Berufung ein.

### November 2021: Freispruch für einen Polizisten
Ein Polizist, der gegen einen Strafbefehl Einspruch erhoben hatte, wurde Anfang November 2021 vom Amtsgericht freigesprochen.

### 2022: Beginn mehrerer Hauptverhandlungen

#### Prozess gegen Nijaz D.
Am 15. Februar 2022 begann am Amtsgericht München die Hauptverhandlung gegen den 27-jährigen Polizisten Nijaz D. Ihm wurden mehrere Verstöße gegen das Betäubungsmittelgesetz und Verwahrungsbruch im Amt vorgeworfen. Der Angeklagte bestritt den Erwerb von Kokain sowie den Verwahrungsbruch von Marihuana. Er gestand den Besitz von Marihuana und den Erwerb und die Weitergabe von Testosteron. Weiter führte er aus, dass er von 2017 bis 2019 Marihuana und ein paar Mal Kokain konsumiert habe. Stefan H. habe er im Dezember 2017 durch seinen Kollegen Fritz F. kennengelernt, bei dem er aber nie Drogen gekauft habe. Der als Zeuge geladene H. gab an, dass der Angeklagte zwar wenig bei ihm gekauft habe, aber sicher zwischen ein und drei Mal. In den Haaren von D. seien Kokainrückstände gefunden worden, so ein LKA-Ermittler. Die Staatsanwaltschaft plädierte auf eine Strafe von einem Jahr und 5 Monaten, die zur Bewährung ausgesetzt werden könne. Am 22. Februar wurde D. zu einer Geldstrafe in Höhe von 240 Tagessätzen à 55 Euro (also insgesamt 13.200 Euro) verurteilt. Das Gericht befand ihn für schuldig, Drogen und Dopingmittel gekauft und besessen sowie Dopingmittel weitergegeben zu haben; vom Vorwurf des Verwahrungsbruchs wurde er freigesprochen. Sowohl D. als auch die Staatsanwaltschaft erklärten den Verzicht Rechtsmittel einzulegen, womit das Urteil rechtskräftig wurde.

#### Prozess gegen Fritz F.
Im Februar 2022 war der 28-jähriger Polizist Fritz F. vor dem Amtsgericht München „wegen 79 Straftaten – unter anderem wegen unerlaubten Besitzes von und Handeltreibens mit Betäubungsmitteln, sowie wegen Unterschlagung und des Verrats von Dienstgeheimnissen“ – er soll H. vor den Ermittlungen gegen ihn gewarnt haben – angeklagt. Er gestand den Konsum von Kokain und begründete dies u. a. mit familiärer Belastung. Er gab auch zu, Drogen weiterverkauft zu haben, stritt aber ab, dabei Gewinn gemacht zu haben. Staatsanwalt Jakob Schmidkonz plädierte für eine Freiheitsstrafe von 3 Jahren. Besonders das Erscheinen zum Dienst unter Drogeneinfluss lastete er dem Angeklagten schwer an. Die Verteidigung plädierte auf eine Bewährungsstrafe (≤ 2 Jahre), deren Höhe sie ins Ermessen des Gerichts stellte. In seinem letzten Wort sagte F. unter anderem „Ich habe mich ungehemmt und rotzfrech verhalten“. Sein Verhalten sei „in keinster Weise mit dem Polizeiberuf vereinbar“, weshalb er sich nach seiner Suspendierung im Dezember 2018 beruflich neu orientiert habe. Am 25. Februar wurde Fritz F. wegen des Erwerbs von Kokain in 52 Fällen, des Verrats von Dienstgeheimnissen und der Unterschlagung von 13 Schuss Munition zu einer Freiheitsstrafe von 2,5 Jahren verurteilt.
Sowohl F. als auch die Staatsanwaltschaft legten Rechtsmittel gegen das Urteil ein. Vor dem Landgericht plädierte die Staatsanwaltschaft nun auf eine Freiheitsstrafe von 2,5 Jahren. Bei einer Bewährungsstrafe (höchstens 2 Jahre) würde der Eindruck entstehen, ein Polizist sei besser gestellt. Die Verteidigung von F. plädierte auf eine Bewährungsstrafe. Eine höhere Strafe würde nicht im Verhältnis zu den anderen ausgesprochen Strafen im Zusammenhang mit dem Skandal stehen. Anfang Oktober 2023 wurde F. zu einer Freiheitsstrafe von 2 Jahren, ausgesetzt zur Bewährung, verurteilt. In der Urteilsbegründung gab der Vorsitzende Richter Hamberger an, das Ergebnis sei sehr knapp gewesen. Mit Blick auf die Folgen des Verfahrens könne man aber 'der Bevölkerung eine Bewährungsstrafe verkaufen'.

#### Prozess gegen Georgios S.
Am 10. März 2022 begann die Hauptverhandlung gegen den 35-jährigen Polizisten Georgios S. vor dem Amtsgericht München. Er soll H. geholfen haben Kokain in Clubs oder auf das Oktoberfest zu schmuggeln. Er gestand, in mindestens 100 Fällen bei H. Kokain gekauft zu haben. Als Grund für seine Alkohol- und Drogensucht gab der Polizist psychische Belastungen, auch durch einen Einsatz beim Anschlag in München 2016, an. Die Staatsanwaltschaft plädierte für eine Freiheitsstraße von 3 Jahren und 10 Monaten sowie die Unterbringung in einer Entziehungsanstalt. Die Verteidigung plädierte auf eine Haftstrafe auf Bewährung. Noch am selben Tag erging das Urteil. Er wurde zu einer dreijährigen Haftstrafe und Unterbringung in eine Entziehungsanstalt verurteilt. Das Gericht sah es als erwiesen an, dass er zwischen 2016 und 2018 knapp 150 mal Kokain gekauft und teilweise an Bekannte weitergegeben habe.

#### Prozess gegen Alexander M.
Gegen den 32-jährigen Polizist Alexander M. wurde ein Strafbefehl erlassen, da er im Jahr 2017 Kokain besessen und welches vom Polizisten Fritz F. (s. o.) erworben habe. Des Weiteren soll er den Hitlergruß in einem Biergarten gezeigt und einen gefesselten, nur mit einer Unterhose bekleideten, Mann in der Arrestzelle fotografiert haben und damit eine Verletzung des höchstpersönlichen Lebensbereichs und von Persönlichkeitsrechten durch Bildaufnahmen begangen haben. Das Bild verschickte er mit einem rassistischen Spruch. M. legte Einspruch gegen den Strafbefehl ein, so dass es zu einer Hauptverhandlung kam. In der gestand er die angeklagten Taten weitgehend, bestritt aber eine rechte Gesinnung. In seinem letzten Wort bat er um Entschuldigung „für das Bild, das ich von dem Beruf nun in die Öffentlichkeit getragen habe“. Am 20. April 2022 wurde M. vor dem Amtsgericht München zu einer Geldstrafe in Höhe von 280 Tagessätze à 15 Euro (= insgesamt 4200 Euro) verurteilt.

#### Prozess gegen Elmin C.
Basierend auf Chatnachrichten aus den Jahren 2017 und 2019 wurde der 27-jährige Elmin C. im September 2020 suspendiert und gegen ihn ein Strafbefehl wegen Strafvereitelung im Amt und des Erwerbs von Drogen erlassen.
- C.'s Kollege Z. soll einen Betrunkenen willkürlich in die Psychiatrie eingewiesen, Bürger verprügelt, und C. nicht entsprechend reagiert haben.
- C. soll bei seinem Kollegen Z. Kokain gekauft haben.

Da C. Einspruch gegen einen Strafbefehl erhoben hatte, wurde am 24. Mai 2022 vor dem Amtsgericht verhandelt.
Der Vorwurf des Strafvereitelung basierte auf einem Chatverlauf aus dem Februar 2017 mit Z. in dem die Frage aufgestellt wurde, ob es eine wahre Geschichte sei, dass Z. einen Betrunkenen, der in der Arrestzelle randalierte, scheinbar willkürlich in die Psychiatrie hat einweisen lassen. C. habe die Geschichte für wahr gehalten und deshalb mit Z. das Gespräch gesucht, in dem dieser ihm aber versichert habe, dass die Einweisung gerechtfertigt gewesen sei. Da ein Tatnachweis wegen vorsätzlicher Freiheitsberaubung nicht zu führen sei, wurde ein Verfahren gegen Z. in dieser Sache eingestellt.
In einem weiteren Chat schreibt Z. über Grantler: „Bei uns kommt er aus der Zelle raus und schaut aus wie nach einem Zwölf-Runden-Boxkampf.“ Mitgeschickte Bilder zeigten einen jungen Mann mit blutigem und geschwollenem Gesicht, was C. mit „Ja, so gehört es sich“ kommentierte. C.‘s Vereidigter nannte das eine „[e]ine unglückliche Kommunikation“.
Zu dem Vorwurf des Drogenerwerbs gab C. an, dass ihm auf einer Party zwei Lines aus weißem Pulver mit den Worten „probier mal“ präsentiert wurden. Die seien gezogen worden, Kokain habe er aber nicht gekauft. Zu einem Bild vor zwei Lines, dass er im Dezember 2017 mit der Beschreibung „Cocaina“ an Z. schickte, sagte C. dass es sich um „Wiesn-Koks“, also Traubenzucker mit Menthol gehandelt habe und er nur so getan hätte als ob.
Der als Zeuge geladene Z. machte von seinem Aussageverweigerungsrecht Gebrauch.
Zum Anklagepunkt der Strafvereitelung im Amt plädierte die Staatsanwaltschaft auf eine Geldstrafe; zum Anklagepunkt des Drogenerwerbs auf einen Freispruch. Richterin Linda Bortfeld sprach C. in beiden Punkten frei. Oberstaatsanwältin Anne Leiding sagte, sie würde eine Berufung prüfen.

#### Prozess gegen Peter L.
Bis Juli 2020 verrichte Peter L. (Stand August 2022 war er 30 Jahre alt) in der Altstadtwache seinen Dienst. Danach wurde er, unter Bezug von 50 % seines Gehalts, suspendiert. Er stand im Verdacht auch im Dienst Kokain konsumiert zu haben, weshalb bei ihm eine Durchsuchung vorgezogen wurde.
Er erhielt einen Strafbefehl über 300 Tagessätze à 75 Euro, gegen den er Einspruch einlegte, so dass es Anfang August 2022 am Amtsgericht München, unter dem Vorsitz von Richter Wilfried Dudek, zur Hauptverhandlung kam. Zu Beginn gab es eine Verständigung im Strafverfahren: „Wenn L. in drei Fällen die Abgabe, den Besitz und den Erwerb von Kokain einräumt, werde man vier weitere Anklagepunkte einstellen, in denen Peter L. seinen Kollegen Koks überlassen haben soll. Dafür werde im Urteil die Tagessatzhöhe von 230 nicht überschritten.“ L. gab an bei der Polizei kündigen zu wollen. Er wurde zu einer Geldstrafe in Höhe von 200 Tagessätzen à 70 Euro verurteilt.

#### Prozess gegen Andreas Z. und Erik S.

##### Geschehen am 25. November 2016
Am 25. November 2016 sollen zwei Männer (der 26-jährige, aus Afghanistan stammende „P.“ und sein Freund „M.“) auf der Feierbanane (zwischen Stachus und Sendlinger Tor) in einer Parkbucht gestanden haben. Die Polizisten Z. und K., die im Streifenwagen vorbei führen, gaben später an, die Männer hätten zur Provokation so getan als würden sie auf die Straße treten wollen, weshalb sie angehalten hätten. P. wollte nicht von der Bodycam der Polizei gefilmt werden und streckte die Hand in deren Sichtfeld. Dann soll es ein Gerangel gegeben haben und „M.“ zu Boden gebracht worden sein. Nach eigenen Angaben hat „P.“ die Polizisten nicht angefasst. Die Polizisten schrieben in ihren Stellungnahmen, dass „M.“ den Polizisten S. geschlagen (weshalb ihm ein Faustschlag auf die Nase verpasst worden sei) und „P.“ den Polizisten Z. zweimal mit den Händen gegen den Oberkörper geschubst habe.
Nach dem Vorfall schickte S. an Z. ein Foto mit dem blutigen Gesicht von „M.“ mit dem Kommentar „Bin immer noch ganz stolz, wie wir den Typen zertrümmert haben [...] War echt ein schönes Erlebnis.“
Es kam zum Prozess gegen „P.“ und „M.“ wo die Polizisten den Vorwurf der zwei Schubser und den Angriff auf S. wiederholten. Die Anwälte der Angeklagten hätten geraten, die Vorwürfe zu gestehen und um Entschuldigung zu bitten. In der Folge wurde „M.“ zu einer Jugendstrafe von einem Jahr und vier Monaten verurteilt, das Verfahren gegen „P.“ gegen Geldauflage in Höhe von 300 € eingestellt.
S. kommentierte nach dem Prozess in einer Nachricht an Z., dass er die Tatsache, dass „M.“ zweimal an der Nase operiert werden musste, „geil“ fände.
Z. kommentierte: „Dafür, dass der Schubser gegen mich frei erfunden war, sind 300 Euro viel.“

##### Weitere Vorfälle
Nach Auswertung der Chats zwischen Z. und S. soll es mehr als 20 weitere Vorfälle ähnlicher Art gegeben haben, die zu mehreren Verfahren geführt hätten. Die mutmaßlichen Opfer – Betrunkene, Ausländer oder Obdachlose – sollen so ausgewählt worden sein, dass sich die Polizisten sicher waren, etwaige Prozesse zu gewinnen, da die Opfer sich nicht erinnern konnten, nicht auffindbar waren oder schwiegen – bspw. soll Z. in einem Erotikkino einem Obdachlosen mit voller Wucht in den Hintern getreten haben. Des Weiteren soll Z. einem in Gewahrsam genommenen Mann gedroht haben, ihm die Zähne auszuschlagen, sowie einem Kollegen eine Line Kokain weitergegeben haben. S. soll einem Mann den Personalausweis abgenommen und nicht wiedergegeben haben.
Auf S. entfielen in einem Jahr 51 von 112 Fälle von angewandtem unmittelbarem Zwang innerhalb seiner A-Schicht. Sein Verhalten wurde gegenüber seinem Dienstgruppenleiter thematisiert, der geantwortet haben soll, dass er zur Einsatzhundertschaft versetzt würde, um das „Problem“ loszuwerden.
Die Polizisten wurden später suspendiert.

##### Hauptverhandlung ab Oktober 2022
Am 10. Oktober begann die Hauptverhandlung gegen zwei Polizisten wegen des Vorwurfs der Verfolgung Unschuldiger, Falschaussage, Nötigung und der Weitergabe von Kokain am Amtsgericht München. Vorsitzende Richterin des Schöffengerichts war Cornelia Amtage.
Im Prozess sagte Z., dass der zweite Stoß von „P.“ nur „zur Ausschmückung“ erfunden wurde, was ihm S. aufgetragen habe. S. bestritt diesen Auftrag. Ein LKA-Ermittler gab an, dass die Chats seiner Ansicht nach nicht übertrieben waren, in den meisten Fällen die Betroffenen aber zu betrunken gewesen seien um sich an die Fälle zu erinnern. S. sei durch eine „'schockierende, abartige, menschenverachtende Kommunikation'“ aufgefallen, Z. eher ein beeinflussbarer Mitläufer.
Die Staatsanwältin sah durch die Hauptverhandlung die Verfolgung Unschuldiger und die Falschaussage als bewiesen an und plädierte für eine Freiheitsstrafe von einem Jahr und 10 Monaten, die zur Bewährung ausgesetzt werden könne. Z.'s Anwalt Sebastian Weber hielt den Zeugen „P.“ für nicht glaubwürdig und sei von einem Schubser überzeugt, sein Mandant bereue anschließend vor Gericht falsch ausgesagt zu haben. Ebenso räumte er Drogendelikte und die Nötigung des betrunkenen Mannes ein. S.'s Anwalt Christian Barthelmes sah durch die Chats nicht als bewiesen an, „was in der Realität stattgefunden hat“ und forderte einen Freispruch für seinen Mandanten. Andreas Z. entschuldigte sich am Ende, er habe unter Stress gestanden und er wolle „ein besserer Mensch“ werden. Auch gestand er „'etwa ein halbes Jahr lang' Kokain konsumiert zu haben.“
Am 15. November wurden die Polizisten, wegen Verfolgung Unschuldiger und Falschaussage - Z. zusätzlich wegen Nötigung und Drogendelikten-, zu je einem Jahr und acht Monaten Haft auf Bewährung verurteilt; die Bewährungszeit wurde auf 3 Jahre festgesetzt. Zudem wurden die Angeklagten zu einer Zahlung von 1500 bzw. 2000 Euro an einen Obdachlosen-Hilfe-Verein verpflichtet, sowie jeweils 150 Euro an „P.“. Laut Süddeutscher Zeitung habe die Vorsitzende Richterin, den „[...] Schöffen immer wieder klar machen müssen, dass man nicht über die Chatinhalte zu entscheiden habe, sondern über die Taten, die mittels der Chats nachgewiesen werden könnten.“ Entgegen der Ansicht der Verteidigung sah das Gericht die Chats nicht nur als Spiel, sondern „Chats sind Teil unserer Wirklichkeit, zum Austausch, zur Verarbeitung, oder auch um abzuschätzen, ob etwas richtig oder falsch war.“ Die Aussage des Zeugen „P.“ hielt das Gericht „nach intensiver Auseinandersetzung“ für glaubwürdig, zudem sei auf dem Video der Bodycam ein defensives Verhalten zu erkennen. In der Gesamtschau der Indizien „könne man nur zu dem Schluss kommen, dass Elmar P. nichts getan habe.“
Andreas Z. nahm das Urteil an, es ist rechtskräftig. Erik S. legte Berufung ein.

### Prozess im März 2023
Wegen des Vorwurfs des unerlaubten Besitzes von Betäubungsmitteln, Verwahrungsbruch und der Verletzung des höchstpersönlichen Lebensbereichs und von Persönlichkeitsrechten durch Bildaufnahmen wurde ein 1989 geborener Polizist am Amtsgericht München angeklagt. Der Polizist gestand den Verwahrungsbruch, da er Fundstücke in seinem Waffenschrank lagerte, die er aber habe zurückgeben wollen. Den Besitz von Betäubungsmittel bestritt er, und die Aufnahme eines nackten, gefesselten Mannes in einer Zelle habe er aus rein dienstlichen Gründen angefertigt. Die Staatsanwaltschaft plädierte, den Polizisten wegen aller Vorwürfe zu einer Geldstrafe von 150 Tagessätzen à 95 Euro zu verurteilen; die Verteidigung plädierte auf einen Freispruch. Am 9. März 2023 wurde der Polizist wegen unerlaubten Besitzes von Betäubungsmitteln und Verwahrungsbruch zu einer Geldstrafe verurteilt. Er muss 70 Tagessätze à 60 Euro Strafe zahlen. Die Einlassung zu dem Foto glaubte ihm die Richterin und sprach ihn vom entsprechenden Vorwurf frei.
Nach Angabe der tz sollen im Sommer 2023 zwei weitere Prozesse verhandelt werden.

## Reaktionen

### Polizeipräsidenten von München
- Für den damaligen Polizeipräsident Hubertus Andrä sei der Skandal ein „Schlag ins Gesicht für alle redlich arbeitenden Polizeibeamte[n]“[8] und es gäbe eine „tiefe Betroffenheit“[8] im Polizeipräsidium.

„Für mich ist das hier im Raum stehende Verhalten der betroffenen Polizeibeamten absolut inakzeptabel und muss, wenn sich die Vorwürfe wirklich bestätigen, mit aller gesetzlichen Härte bestraft werden“

„Die im Raum stehenden Vorwürfe sind mit unserem Selbstverständnis und auch mit der berechtigten Erwartungshaltung der Bürgerinnen und Bürger an ihre Polizei absolut unvereinbar“

### Staatsanwaltschaft München
Oberstaatsanwältin Anne Leiding empfand den Verdacht der Verfolgung Unschuldiger als besonders gravierend. Im April 2022 sagte sie „'Wir sind bei vielen Verfahren vor Gericht auf die wahrheitsgemäßen Angaben von Polizisten angewiesen' [...]. Und in Verfahren, bei denen Aussage gegen Aussage stehe, müsse sich das Gericht die Frage stellen: Wem glaubt man nun?“

### Politik
- Die Fraktionsvorsitzende der Grünen im Bayerischen Landtag, Katharina Schulze, forderte im September 2020 eine Stellungnahme von Innenminister Joachim Herrmann im Innenausschuss des Landtags. Vor allem der Verdacht der Verfolgung Unschuldiger wiege schwer.[6]
- Im Oktober 2020 wird Herrmann bezogen auf den Verdacht der Verfolgung Unschuldiger wie folgt zitiert, dass das „inakzeptabel und bestürzend“[8] sei und weiter: „Ein solches Verhalten ist geeignet, das Vertrauen der Bevölkerung in die Polizei zu untergraben“[8], „Falsch verstandener Korpsgeist ist niemals eine Lösung. Kollegen, denen der rechtsstaatliche Kompass verloren gegangen ist, müssen frühzeitig zur Rede gestellt werden“,[8] „Polizisten und Kokain, das ist klare, kriminelle Sauerei“,[8] „Polizist und Rechtsextremismus, das ist eine Gefahr für die Demokratie“[8]

- Im April 2022 forderte Stefan Schuster (SPD) „Innenminister Joachim Herrmann dazu auf, 'intern für vollständige Aufklärung zu sorgen und die Funktionsweise der Dienstaufsicht auf den Prüfstand zu stellen'. Man könne hier nicht einfach zur Tagesordnung übergehen, 'sondern muss Strukturen aufarbeiten, um weiteren Schaden von der Polizei abzuwenden'.“[2]

### Polizeigewerkschaft
Der Chef der Deutschen Polizeigewerkschaft in Bayern, Jürgen Köhnlein, sorgte sich um das Ansehen der Polizei und fand den Verdacht des Verwahrungsbruchs als besonders schmerzhaft.

## Konsequenzen
Neben den disziplinar- und strafrechtlichen Konsequenzen prüfte das Innenministerium, ob zur Vermeidung von ungünstigem Korpsgeist ein häufigerer Wechsel zwischen Dienstgruppen und -stellen geeignet wäre. Zudem sollte es für die Altstadtwache Supervision für Führungskräfte geben und das „interne Beschwerdemanagement“ hinterfragt werden. Für Polizeibewerber soll es zukünftig eine Regelanfrage beim Verfassungsschutz geben. Die Einrichtung eines unabhängigen Polizeibeauftragten wurde vom Innenausschuss des Landtags abgelehnt.